# 森正信
森 正信（もり まさのぶ、慶長4年（1599年） - 貞享5年2月1日（1688年3月2日））は、美作津山藩士。
森家執政森可政の六男。母は高木左吉政清の娘。正室は森忠政の娘於黒（於上洛）。子は森蔵人、森正紹。通称は長門、左近。号は立斎。
慶長4年（1599年）京都伏見に生れる。従兄弟の津山藩主森忠政に仕え知行1500石、後に2000石。忠政の娘於黒を娶った。寛永11年（1634年）藩主長継の家督相続の御礼言上の際に、森家家老・関民部成次、大塚主膳三俊、森采女可春、各務主水正利とともに二条城で将軍家光に拝謁する。承応2年（1653年）2月22日、故あって妻子を連れて津山を退去し京都に隠棲する。貞享6年2月1日没。享年90。
嫡子の森正紹はどこの家にも仕官しなかったが、孫の森忠冨は森家に復帰した。